# Nuncjatura Apostolska w Liberii
Nuncjatura Apostolska w Liberii – misja dyplomatyczna Stolicy Apostolskiej w Liberii. Siedziba nuncjusza apostolskiego mieści się w Monrovii.

## Historia
Za pontyfikatu Piusa XI, w 1929, powstała Delegatura Apostolska w Liberii. W 1951 została ona wyniesiona do rangi internuncjatury apostolskiej.
7 marca 1966 papież Paweł VI podniósł Internuncjaturę Apostolską w Liberii do rangi nuncjatury apostolskiej.
Papiescy dyplomaci w Liberii byli także akredytowani w:
- Gambii (od 1979)
- Gwinei (1979–2008)
- Sierra Leone (1984–1992; od 1995)

## Szefowie misji dyplomatycznej Stolicy Apostolskiej w Liberii

### Delegaci apostolscy
brak danych

### Internuncjusze apostolscy
- bp John Collins SMA (1951–1960) Irlandczyk; jednocześnie wikariusz apostolski Monrovii
- abp Francis Carroll SMA (1961–1966) Irlandczyk; jednocześnie wikariusz apostolski Monrovii

### Pronuncjusze apostolscy
- Francis Carroll SMA (1966–1979) Irlandczyk; do 1976 jednocześnie wikariusz apostolski Monrovii
- Johannes Dyba (1979–1983) Niemiec
- Romeo Panciroli MCCI (1984–1992) Włoch
- Luigi Travaglino (1992–1995) Włoch

### Nuncjusze apostolscy
- Antonio Lucibello (1995–1999) Włoch
- Alberto Bottari de Castello (1999–2005) Włoch
- George Antonysamy (2005–2012) Hindus
- Mirosław Adamczyk (2013–2017) Polak
- Dagoberto Campos Salas (2018–2022) Kostarykańczyk
- Walter Erbì (od 2022) Włoch